# Ненавязчивый JavaScript
Ненавязчивый JavaScript (англ. unobtrusive JavaScript) — подход к web-программированию на языке JavaScript. Термин введён в 2002 году Стюартом Лэнгриджем. Под принципами ненавязчивого JavaScript обычно понимают следующее:
- отделение функциональности веб-страницы («уровень поведения») от структуры, содержания и представления её же[2];
- наработанные методы по избежанию проблем традиционного программирования на JavaScript (таких, как зависимость от браузера и недостаток масштабируемости);
- техники «постепенного улучшения» (англ. Progressive enhancement) для поддержки пользовательских агентов, которые могут не в полной мере поддерживать функциональность JavaScript[3].

## Предпосылки появления
Из-за несовершенной реализации объектной модели документа (DOM) и непоследовательной поддержки языка в ранних браузерах, JavaScript долгое время имел репутацию языка, непригодного для серьезной разработки, что изменило появление основанных на стандартах веб-браузеров, AJAX и интерфейсов Web 2.0, сделав JavaScript важный инструмент, хотя этот язык программирования когда-то использовался для относительно простых и тривиальных задач, таких как проверка ввода на стороне браузера и декоративные элементы, с тех пор он используется для создания ядра  функциональность сайта.

## Цели
Работоспособность веб-сайта для наиболее широкой аудитории пользователей, включая доступность для пользователей с ограниченными возможностями, является главной целью ненавязчивого подхода. Достижение цели основывается на разделении представления и поведения, при котором поведение программируется с помощью внешних скриптов JavaScript и привязывается к семантической разметке.
За счёт применения ненавязчивого подхода легче достичь следующих результатов:
- Доступность веб-сайта для большего числа пользователей;
- Гибкость при внесении изменений в документ, стили или скрипты;
- Эксплуатационная надёжность (robustness) и расширяемость, в том числе возможность постепенного улучшения;
- Повышение производительности, например, за счёт кэширования внешних скриптов.

## Рекомендации
Крис Хейлман (Chris Heilmann), один из сторонников применения ненавязчивого подхода, в 2007 году составил для него семь правил:
1. Не делайте никаких предположений.
2. Ищите зацепки (hooks) и отношения.
3. Оставьте обход (traversing) экспертам.
4. Понимайте браузеры и пользователей.
5. Имейте представление о событиях.
6. Играйте хорошо с другими.
7. Проявляйте заботу о следующем разработчике.

## Отделение поведения от разметки
Традиционно вызовы функций JavaScript размещались непосредственно в разметке документа. Пример ниже иллюстрирует типичную реализацию валидации полей формы:
```
<input
 
type=
"text"
 
name=
"date"
 
onchange=
"validateDate(this);"
 
/>

```

При хорошо структурированном подходе к разработке разметка предназначена для описания структуры документа, но не его поведения. Смешивание структуры и поведения ведёт, среди прочего, к ухудшению поддерживаемости сайта. Происходит это по той же причине, что и в случае смешивания структуры и представления: если сайт содержит сотни полей с данными, добавление соответствующего атрибута onchange к каждому (и модификация их позже в случае необходимости) может оказаться трудоёмкой процедурой.
Ненавязчивое решение заключается в программной установке обработчиков событий. Обычно это достигается логическим выделением элементов, для которых необходим тот или иной обработчик в класс с последующей обработкой:
```
<input
 
type=
"text"
 
class=
"validatedDate"
 
/>

```

Скрипт может просматривать все элементы input, относящиеся к классу validatedDate и устанавливать для них нужный обработчик:
```
window
.
onload
 
=
 
function
()
 
{

    
var
 
inputs
,
 
i
;

    
inputs
 
=
 
document
.
getElementsByTagName
(
'input'
);

    
for
 
(
i
 
=
 
0
;
 
i
 
<
 
inputs
.
length
;
 
i
++
)
 
{

        
if
 
(
inputs
[
i
].
className
 
==
 
'validatedDate'
)
 
{
 

            
inputs
[
i
].
onchange
 
=
 
function
()
 
{
 

                
validateDate
();

            
};

        
}

    
}

};

function
 
validateDate
(){

    
// логика обработчика

}

```

Следующий скрипт специфичен для библиотеки JavaScript jQuery:
```
$
(
document
).
ready
(
function
(){
 

	
$
(
'input.validatedDate'
).
bind
(
'change'
,
 
validateDate
);

});

function
 
validateDate
(){

	
// логика обработчика

}

```

Поскольку атрибут class отражает семантическую роль элемента, такой подход хорошо согласуется с рекомендациями W3C, основанными на современных стандартах.